# 袋井市
袋井市（ふくろいし）は、静岡県西部（遠州）にある市。
旧東海道の宿場があった。東海道五十三次の宿場の数では江戸から数えても京から数えても27番目の中間地であり、現在では「どまんなか」のコピーが用いられている。
全国的にも日照時間が長い地域とされ、平地では米の栽培が盛んであり、山地には茶畑が広がる。

## 地理

袋井市中心部周辺の空中写真。
202086月16日年撮影の15枚を合成作成。。

年間の日照時間は2,200時間前後あり、全国的にも日照時間が長い地域の一つである。

### 隣接している自治体
- 掛川市
- 磐田市
- 周智郡：森町

## 歴史
- 旧袋井市

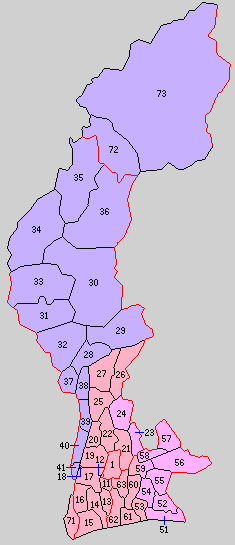
磐田地域の町村制施行時の町村。58が山名町。

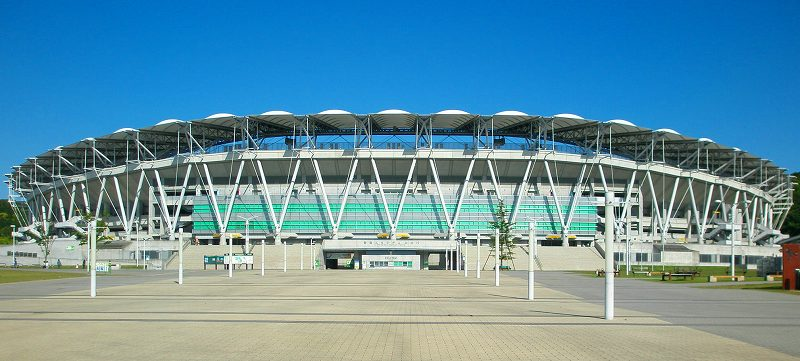
2002 FIFAワールドカップ、第58回国民体育大会「NEW!!わかふじ国体」が開催された静岡県小笠山総合運動公園スタジアム

  - 1889年 - 山名郡袋井宿、川井村、木原村、土橋村、西田村、広岡村の一部の区域をもって町制施行、山名郡山名町となる。
  - 1896年 - 磐田郡が山名郡を編入、所属が磐田郡となる。
  - 1909年(明治42年)1月1日 - 袋井町に改称。
  - 1928年(昭和3年）12月15日 - 磐田郡笠西村と新たに袋井町を設置。
  - 1948年(昭和23年)9月1日 - 周智郡久努西村と新たに袋井町を設置。
  - 1952年(昭和27年)10月10日 - 磐田郡久努村と新たに袋井町を設置。
  - 1954年(昭和29年)11月3日 - 磐田郡今井村を編入。
  - 1955年(昭和30年)1月1日 - 周智郡山梨町と周智郡宇刈村が合併し周智郡山梨町となる。
  - 1955年(昭和30年)3月31日-磐田郡三川村を編入。
  - 1956年(昭和31年)9月1日 - 磐田郡田原村の一部（彦島の一部・新池・松袋井）、同年9月30日-小笠郡笠原村の一部（山崎の一部・岡崎）を編入。
  - 1958年(昭和33年)11月3日 - 市制施行し、袋井市が発足。
  - 1963年(昭和38年)1月1日 - 周智郡山梨町と合併。
  - 2001年3月26日 - 静岡県小笠山総合運動公園（エコパスタジアム）完成及び開場
  - 2002年 - 2002 FIFAワールドカップ会場（静岡スタジアム・エコパ）
  - 2003年 - 第58回国民体育大会「NEW!!わかふじ国体」開会式・陸上競技・バスケットボール会場（小笠山総合運動公園）
  - 2003年 - 第3回全国障害者スポーツ大会「わかふじ大会」開会式・車椅子バスケットボール外会場（小笠山総合運動公園）
- 2005年4月1日 - 袋井市、浅羽町が合併し、改めて袋井市が発足。
- 2005年6月25日 - 市章が制定される。
- 2006年4月1日 - 市歌と市民憲章が制定される。
- 2018年4月1日 - 公民館がコミュニティセンターに改称。

## 人口
| |                                        |  |
| 袋井市と全国の年齢別人口分布（2005年） | 袋井市の年齢・男女別人口分布（2005年） |  |
| ■紫色 ― 袋井市 ■緑色 ― 日本全国 | ■青色 ― 男性 ■赤色 ― 女性              |  |
| 袋井市（に相当する地域）の人口の推移 \| 1970年（昭和45年） \| 48,738人 \| \| \| 1975年（昭和50年） \| 52,603人 \| \| \| 1980年（昭和55年） \| 57,924人 \| \| \| 1985年（昭和60年） \| 62,705人 \| \| \| 1990年（平成2年） \| 68,966人 \| \| \| 1995年（平成7年） \| 74,826人 \| \| \| 2000年（平成12年） \| 78,732人 \| \| \| 2005年（平成17年） \| 82,991人 \| \| \| 2010年（平成22年） \| 84,846人 \| \| \| 2015年（平成27年） \| 85,789人 \| \| \| 2020年（令和2年） \| 87,864人 \| \| |                                        |  |
| 総務省統計局 国勢調査より |                                        |  |
| 1970年（昭和45年） | 48,738人                               |  |
| 1975年（昭和50年） | 52,603人                               |  |
| 1980年（昭和55年） | 57,924人                               |  |
| 1985年（昭和60年） | 62,705人                               |  |
| 1990年（平成2年） | 68,966人                               |  |
| 1995年（平成7年） | 74,826人                               |  |
| 2000年（平成12年） | 78,732人                               |  |
| 2005年（平成17年） | 82,991人                               |  |
| 2010年（平成22年） | 84,846人                               |  |
| 2015年（平成27年） | 85,789人                               |  |
| 2020年（令和2年） | 87,864人                               |  |

## 行政

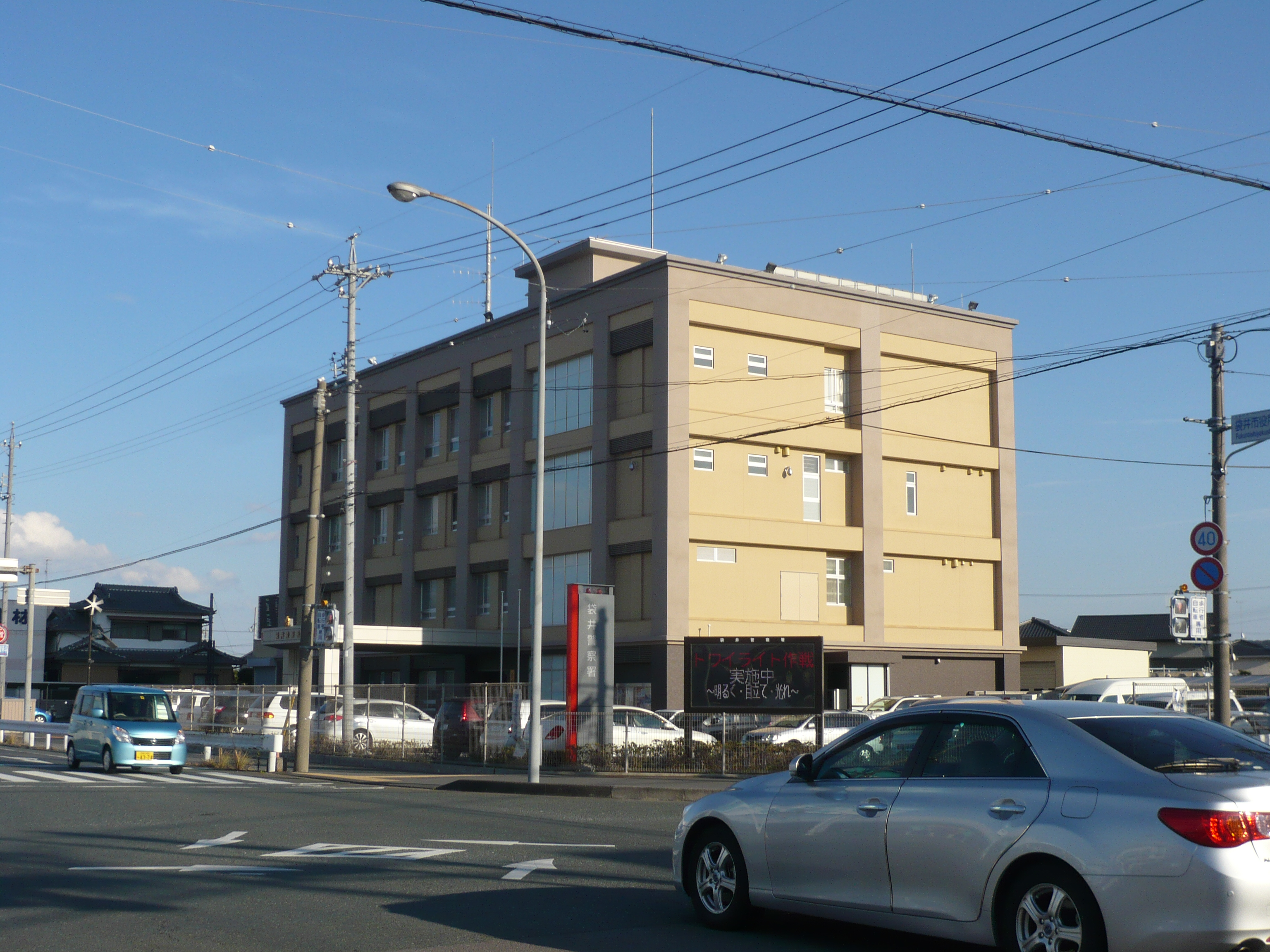
袋井警察署

### 市長
- 大場規之（2021年4月24日 - 、1期目）

### 市歌
袋井市歌〜ここがふるさと〜
- 制定 - 2006年4月1日
- 作詞者 - 谷山浩子
- 作曲者 - 大島ミチル
- 歌唱者 - 唐澤まゆこ

### 袋井市のコミュニティセンター
| コミュニティセンター名     | 住所              | 電話番号     | 営業時間         |
| -------------------------- | ----------------- | ------------ | ---------------- |
| 袋井東コミュニティセンター | 袋井市広岡2506-1  | 0538-43-3389 | 午前9時～午後5時 |
| 袋井西コミュニティセンター | 袋井市川井582     | 0538-43-3304 | 午前9時～午後5時 |
| 袋井南コミュニティセンター | 袋井市高尾754-1   | 0538-43-3386 | 午前9時～午後5時 |
| 袋井北コミュニティセンター | 袋井市久能1330-2  | 0538-43-3387 | 午前9時～午後5時 |
| 今井コミュニティセンター   | 袋井市太田687     | 0538-43-3388 | 午前9時～午後5時 |
| 三川コミュニティセンター   | 袋井市友永147     | 0538-49-0393 | 午前9時～午後5時 |
| 笠原コミュニティセンター   | 袋井市山崎5093-5  | 0538-23-2283 | 午前9時～午後5時 |
| 山名コミュニティセンター   | 袋井市上山梨4-3-1 | 0538-49-3401 | 午前9時～午後5時 |
| 高南コミュニティセンター   | 袋井市上田町267-8 | 0538-42-4224 | 午前9時～午後5時 |
| 浅羽東コミュニティセンター | 袋井市梅山63-1    | 0538-23-7470 | 午前9時～午後5時 |
| 浅羽西コミュニティセンター | 袋井市中410-1     | 0538-23-2364 | 午前9時～午後5時 |
| 幸浦コミュニティセンター   | 袋井市太郎助1044  | 0538-23-7205 | 午前9時～午後5時 |
| 浅羽北コミュニティセンター | 袋井市浅羽2857    | 0538-23-6099 | 午前9時～午後5時 |
| 豊沢コミュニティセンター   | 袋井市豊沢210-1   | 0538-43-0900 | 午前9時～午後5時 |

### 警察・消防
| 警察所・交番・駐在所 | 住所              | 電話番号     |
| -------------------- | ----------------- | ------------ |
| 袋井警察署           | 袋井市新屋2-4-6   | 0538-41-0110 |
| 中央交番             | 袋井市高尾町6-30  | 0538-42-3700 |
| 浅羽交番             | 袋井市浅名1044-1  | 0538-23-3032 |
| 山梨交番             | 袋井市上山梨3-1-6 | 0538-48-6702 |
| 笠原警察官駐在所     | 袋井市岡崎3335-1  | 0538-23-4042 |
| 三川警察官駐在所     | 袋井市友永36-2    | 0538-49-0049 |

| 消防署・分署・分遣所     | 住所               | 電話番号     |
| ------------------------ | ------------------ | ------------ |
| 袋井消防本部・袋井消防署 | 袋井市国本2907     | 0538-42-0119 |
| 浅羽分署                 | 袋井市浅名1045     | 0538-23-0119 |
| 山梨分遣所               | 袋井市上山梨3-27-4 | 0538-49-3119 |

### ごみ処理有料化の検討
ごみの減量や脱炭素化に向けて、当初は2022年4月からのごみ処理有料化を計画していた。内容は一部費用をごみ袋の値上げでまかなう形で、検討案では容量1リットルあたり1円値上げし、30リットル（20枚入り）が600円、20リットル（同）は400円の値上げを行う予定だった。
しかし、市民説明会などで「有料化の前に分別を徹底するべき」との意見が多く、有料化見送りの判断となり、今後は「2030年までに可燃ごみ30%削減」を目標に、まずは2024年までに15%の削減を目指す形となった。

## 議会

### 市議会
- 定数20
- 議長：　鈴木弘睦（自民公明クラブ）
- 副議長：佐野武次（自民公明クラブ）
- 任期：2021年4月24日 - 2025年4月23日

出典：

### 県議会
| 選挙区                       | 議員名    | 会派                 |
| ---------------------------- | --------- | -------------------- |
| 袋井市・森町選挙区 （定数2） | 伊藤 謙一 | 自民改革会議         |
| 袋井市・森町選挙区 （定数2） | 伊藤 和子 | ふじのくに県民クラブ |

出典：

## 地区

### 袋井地区
- 袋井東（ふくろいひがし）地区
  - 新屋（あらや）：一丁目～四丁目
  - 国本（くにもと）
  - 広岡（ひろおか）
  - 村松（むらまつ）
- 袋井西（ふくろいにし）地区
  - 永楽町（えいらくちょう）
  - 川井（かわい）
  - 木原（きわら）
  - 土橋（つちはし）
  - 西田（にしだ）
  - 袋井（ふくろい）
  - 方丈（ほうじょう）：一丁目～六丁目
- 田原（たはら）地区
  - 新池（にいけ）
  - 彦島（ひこじま）
  - 松袋井（まつふくろい）
- 袋井南（ふくろいみなみ）地区
  - 掛之上（かけのかみ）
  - 栄町（さかえちょう）
  - 大門（だいもん）
  - 高尾（たかお）
  - 高尾町（たかおちょう）
  - 三門町（みかどちょう）
  - 睦町（むつみちょう）
  - 山名町（やまなちょう）

- 袋井北（ふくろいきた）地区
  - 葵町（あおいちょう）：一丁目～三丁目
  - 旭町（あさひちょう）：一丁目・二丁目
  - 泉町（いずみちょう）：一丁目・二丁目
  - 久能（くの）
  - 田町（たまち）：一丁目・二丁目
  - 天神町（てんじんちょう）：一丁目～三丁目
  - 堀越（ほりこし）
  - 堀越（ほりこし）：一丁目～五丁目
  - 山科（やましな）
  - 鷲巣（わしず）
- 今井（いまい）地区
  - 太田（おおた）
  - 小山（おやま）
  - 徳光（とくみつ）
  - 延久（のべひさ）
  - 深見（ふかみ）
  - 横井（よこい）
- 笠原（かさはら）地区
  - 岡崎（おかざき）
  - 山崎（やまざき）
- 高南（こうなん）地区
  - 青木町（あおきちょう）
  - 上田町（うえだちょう）
  - 小川町（おがわちょう）
  - 清水町（しみずちょう）
  - 砂本町（すなもとちょう）

- 豊愛（とよあい）地区
  - 愛野（あいの）
  - 愛野東（あいのひがし）：一丁目・二丁目
  - 愛野南（あいのみなみ）：一丁目～四丁目
  - 神長（かみなが）
  - 豊沢（とよさわ）
- 三川（みつかわ）地区
  - 大谷（おおや）
  - 川会（かわえ）
  - 萱間（かやま）
  - 友永（ともなが）
  - 見取（みどり）
  - 山田（やまだ）
- 山梨（やまなし）地区
  - 沖山梨（おきやまなし）
  - 上山梨（かみやまなし）
  - 上山梨（かみやまなし）：一丁目～六丁目
  - 下山梨（しもやまなし）
  - 下山梨（しもやまなし）：一丁目・二丁目
  - 月見町（つきみちょう）
- 宇刈（うがり）地区
  - 宇刈（うがり）
  - 可睡の杜（かすいのもり）
  - 春岡（はるおか）
  - 春岡（はるおか）：一丁目・二丁目

### 浅羽地区
- 浅羽東（あさばひがし）地区
  - 梅山（うめやま）
  - 新堀（にいぼり）
  - 初越（はづこし）
  - 松原（まつばら）
- 浅羽西（あさばにし）地区
  - 浅岡（あさおか）
  - 浅羽一色（あさばいっしき）
  - 一之池新田（いちのいけしんでん）
  - 富里（とみさと）
  - 中（なか）
  - 長溝（ながみぞ）
  - 西ケ崎（にしがさき）

- 浅羽南（あさばみなみ）地区
  - 大野（おおの）
  - 太郎助（たろすけ）
  - 中新田（なかしんでん）
  - 西同笠（にしどうり）
  - 東同笠（ひがしどうり）
  - 湊（みなと）
- 浅羽北（あさばきた）地区
  - 浅名（あさな）
  - 浅羽（あさば）
  - 豊住（とよずみ）
  - 諸井（もろい）

## 企業・団体

### 市内に本社を置く企業
| 企業名（順不同）     | 本社所在地      |
| -------------------- | --------------- |
| 静岡製機株式会社     | 袋井市諸井1300  |
| フクロイ乳業株式会社 | 袋井市新池845-4 |
| 株式会社コジマヤ本社 | 袋井市小山245   |
| さわやか株式会社     | 袋井市宇刈137   |
| 豊田肥料株式会社     | 袋井市高尾町1-2 |
| 遠州トラック株式会社 | 袋井市木原627-3 |
| 株式会社サンワネッツ | 袋井市堀越350-1 |

### 市内に工場を置く企業
- ハウス食品
- パナソニック
- 泉州工業
- ヤマハ発動機
- ポーラ化成工業
- 日研フード
- NSKワーナー
- 大阪ラセン管工業
- 日本ペットフード
- ニチアス
- 大塚製薬
- DHC
- 明治乳業
- 日本コヴィディエン
- ミネベアミツミ

### 拠点を置く主要企業
- ヤマハ発動機  グローバルパーツセンター（本社：磐田市）
- 日本通運　浜松支店　袋井事業所
- 司企業　袋井営業所

## 産業
- 電気、エレクトロニクス、機械、食品、医薬
- 茶、マスクメロン、コメ、オリーブ
- たまごふわふわという郷土料理がある。

## 姉妹都市・提携都市

### 国外
姉妹都市
- ヒルズボロ市（アメリカ合衆国オレゴン州）
1988年(昭和63年)11月3日 姉妹都市提携

その他
- 健康都市連合
それぞれの都市の居住者の健康を守り、また生活の質の向上のために取り組む複数の都市のネットワークである。

### 国内
姉妹都市・提携都市
- 塩尻市（長野県）
2001年(平成13年)10月28日 旧楢川村と旧袋井市が姉妹都市提携。市町村合併後は塩尻市と友好都市として交流を継続していたが、2010年(平成22年)10月23日に改めて姉妹都市提携の調印を行った。
- 北杜市（山梨県）
1987年(昭和62年)3月9日 旧明野村と旧浅羽町が友好都市提携
- 岩沼市（宮城県）
2016年(平成28年)10月29日 友好都市提携

その他
- 外国人集住都市会議
静岡県浜松市が中心に呼びかけ、日本国内の外国人が多く住む街の自治体や国際交流協会などが集まり、外国人住民が多数居住する都市の行政と地域の国際交流のために設立された組織。

## 教育

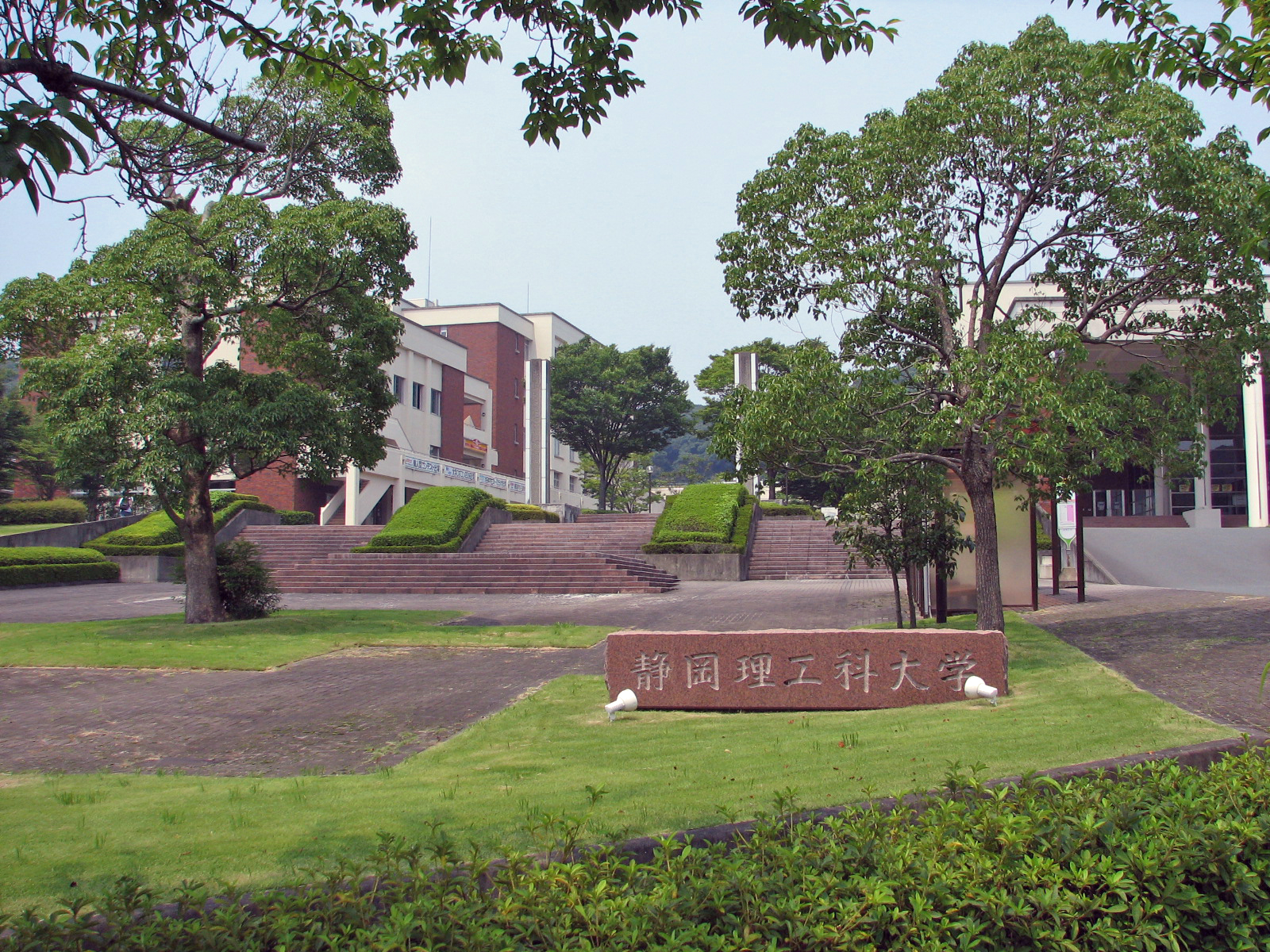
静岡理工科大学

### 大学
- 静岡理工科大学（学校法人静岡理工科大学）

### 専門学校
- 東海アクシス看護専門学校（公立：中東遠看護専門学校組合）

### 高等学校
- 静岡県立袋井高等学校
- 静岡県立袋井商業高等学校

### 中学校
- 袋井市立袋井中学校
- 袋井市立周南中学校
- 袋井市立浅羽中学校
- 袋井市立袋井南中学校

### 小学校
- 袋井市立袋井東小学校
- 袋井市立袋井西小学校
- 袋井市立袋井南小学校
- 袋井市立袋井北小学校

- 袋井市立山名小学校
- 袋井市立今井小学校
- 袋井市立三川小学校
- 袋井市立笠原小学校

- 袋井市立高南小学校
- 袋井市立浅羽東小学校
- 袋井市立浅羽南小学校
- 袋井市立浅羽北小学校

### 特別支援学校
- 静岡県立袋井特別支援学校

### 幼稚園
- 山名幼稚園（学校法人山名学園）
- 袋井市立袋井東幼稚園
- 袋井市立袋井西幼稚園
- 袋井市立袋井南幼稚園
- 袋井市立田原幼稚園
- 袋井市立若草幼稚園

- 袋井市立今井幼稚園
- 袋井市立三川幼稚園
- 袋井市立笠原幼稚園
- 袋井市立山梨幼稚園
- 袋井市立高南幼稚園
- 袋井市立若葉幼稚園

- 袋井市立浅羽東幼稚園
- 袋井市立浅羽西幼稚園
- 袋井市立浅羽南幼稚園
- 袋井市立浅羽北幼稚園

### 図書館
- 袋井市立図書館（組織名） - 2005年（平成17年）4月には旧・袋井市と浅羽町が合併して新・袋井市が誕生し、袋井市立袋井図書館と袋井市立浅羽図書館に改称した。[3]
  - 袋井市立袋井図書館 - 1970年（昭和45年）4月には袋井市に袋井市立図書館が開館した。1988年（昭和63年）7月には電算機を導入。2000年（平成12年）4月には中遠地区公共図書館サービス提携を開始した。2001年（平成13年）4月には月見の里学遊館図書館分室が開館した。[3]
  - 袋井市立浅羽図書館 - 1986年（昭和61年）には磐田郡浅羽町に浅羽町立図書館が開館した。1993年（平成5年）4月には初めて専任館長が着任した。2002年度（平成14年度）には増改築工事を行い、2003年（平成15年）4月にリニューアル開館した。[3]

## 福祉

### 認可保育園
- 袋井市立袋井南保育所
- 袋井市立笠原保育所
- 明和第一保育園（社会福祉法人明和会）
- 明和第二保育園（社会福祉法人明和会）
- めいわ可睡保育園（社会福祉法人明和会）
- たんぽぽ保育園（社会福祉法人花の園会）

- 袋井ハロー保育園（社会福祉法人愛光会）
- ルンビニ保育園（社会福祉法人三宝会）
- ルンビニ第二保育園（社会福祉法人三宝会）
- あさば保育園（社会福祉法人あさば会）
- 愛野こども園保育園部（学校法人興誠学園）
- 袋井あそび保育園（株式会社あそび学園）

### 認可外保育園
- すまいる保育園（上山梨）
- どんぐり保育園ベビー（高尾町）
- どんぐり保育園（旭町）
- ひよこ幼児園（小山）

- MOE保育園やまなし園（上山梨）
- MOE保育園てんじん園（天神町）
- エスコーラ・コニェセール（愛野東）

## 交通
袋井市から自家用車で約30分、牧之原市・島田市に静岡空港が開港した。

### 鉄道
市の中心となる駅：袋井駅
東海旅客鉄道（JR東海）

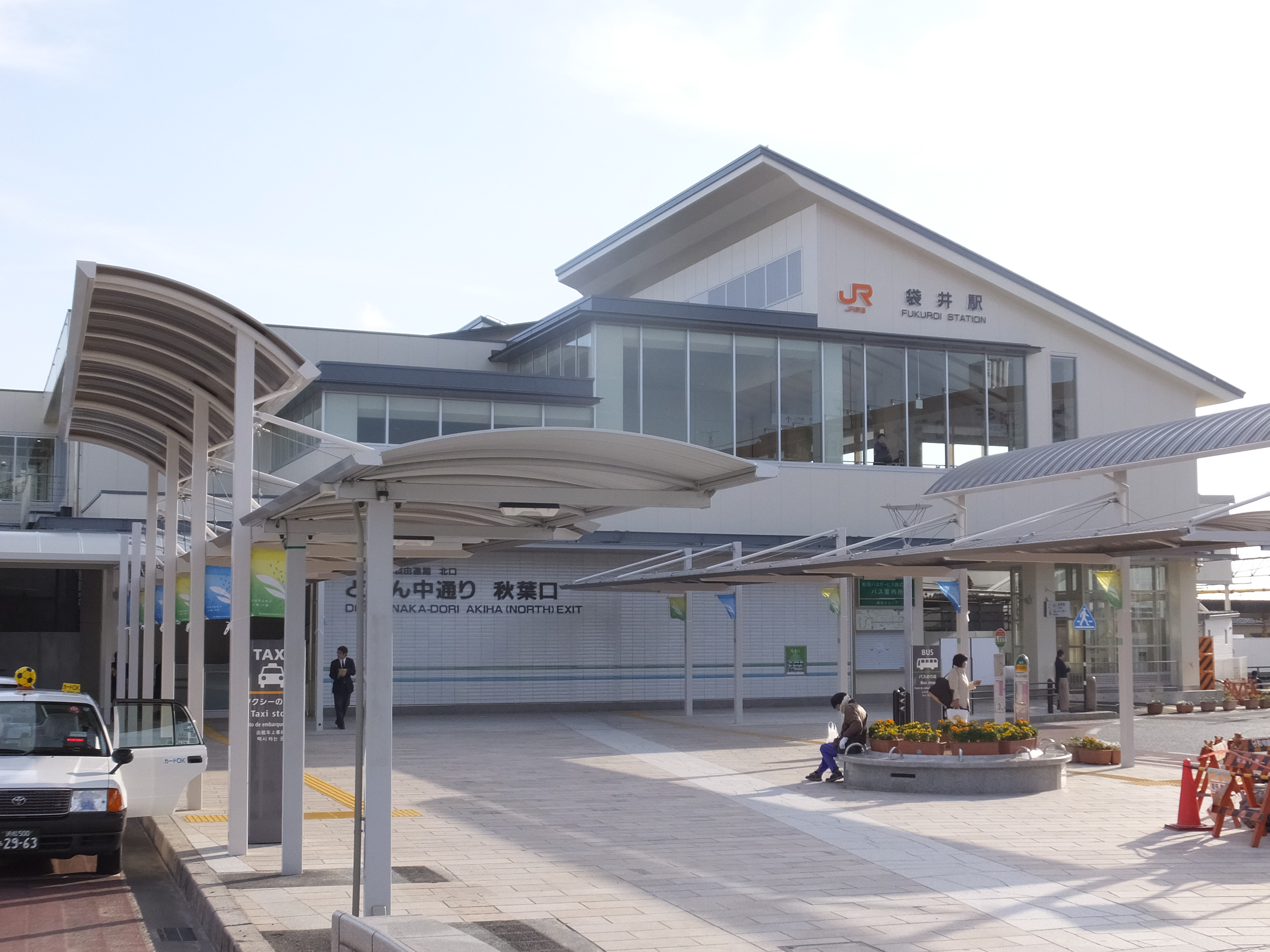
JR東海道本線袋井駅

- CA 東海道本線：（掛川市）- 愛野駅 - 袋井駅 -（磐田市）
- その他、東海道新幹線が掛川駅 - 浜松駅間で当市を東海道本線とほぼ並行する形で通過している。
- また、天竜浜名湖鉄道天竜浜名湖線が遠江一宮駅（森町）～敷地駅（磐田市）間で当市を通っている。
- かつてはこれ以外に北部を静岡鉄道秋葉線（路面電車）南部を静岡鉄道駿遠線（軽便鉄道としては日本最長64.6 km）が通っていた。秋葉線は、1902年（明治35年）に秋葉馬車鉄道として開業し、1962年（昭和37年）9月19日に新袋井～遠州森町間全線が廃止され、「石松電車」として親しまれた60年に及ぶ歴史に幕を閉じた。駿遠線は、1914年（大正3年）に中遠鉄道として開業し、1967年（昭和42年）8月27日に袋井～新三俣間が廃止となった。駿遠線のディーゼル機関車達は、鉄道愛好家によって「蒙古の戦車」と呼ばれている。

### バス
路線バス
- 秋葉バスサービス
- 袋井市自主運行バス「メローバス」「フーちゃん号」他

貸切バス
- 鯱バス
- 栄和交通

### 道路
- 高速道路
  - 市内にあるインターチェンジ：東名高速道路袋井IC
- 一般国道
  - 市内を走る一般国道：国道1号、袋井バイパス、国道150号
- 旧街道
  - 東海道
    - 袋井宿

## 名所・旧跡・観光スポット・祭事・催事

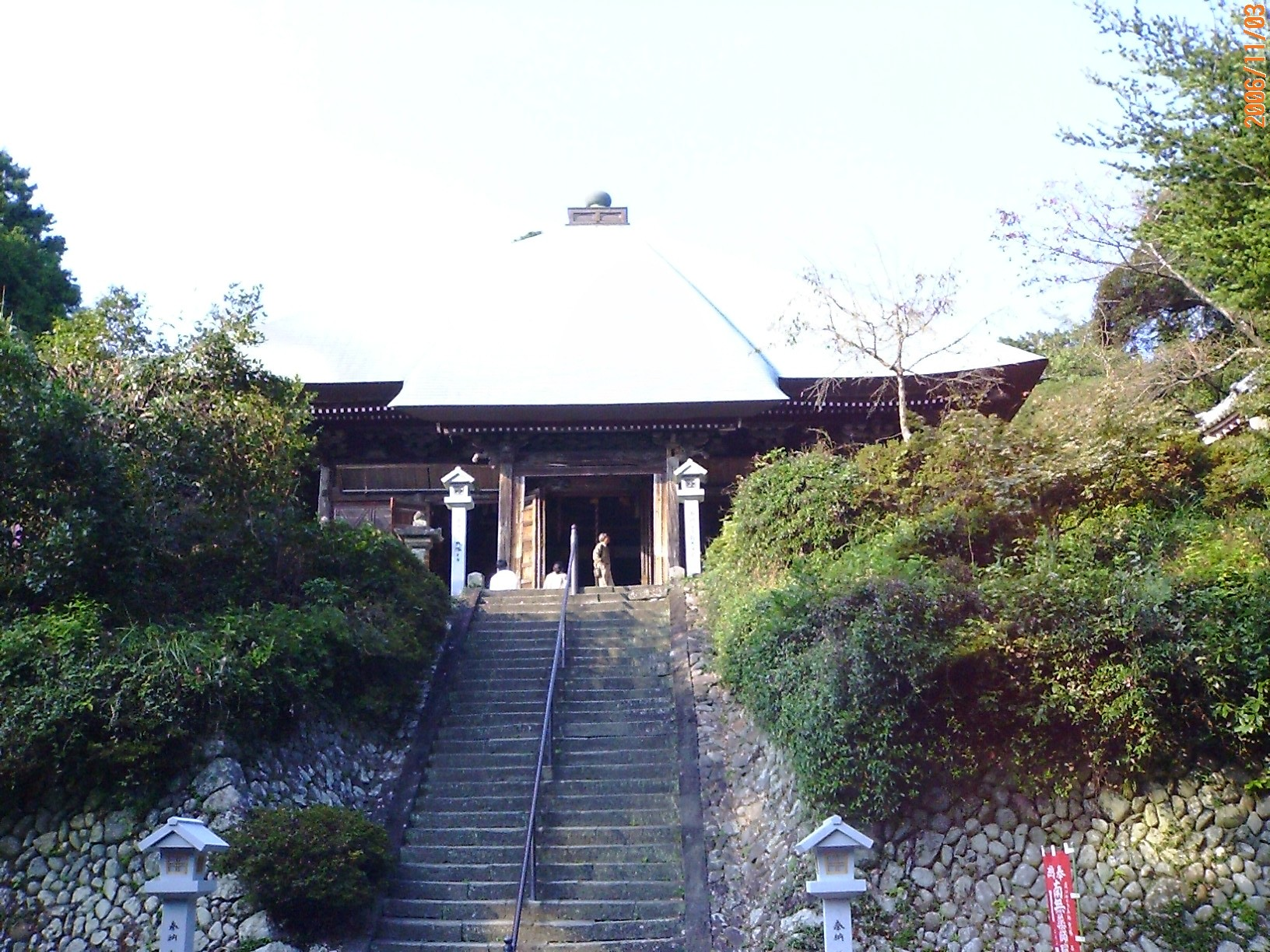
遠州三山の一つ医王山油山寺

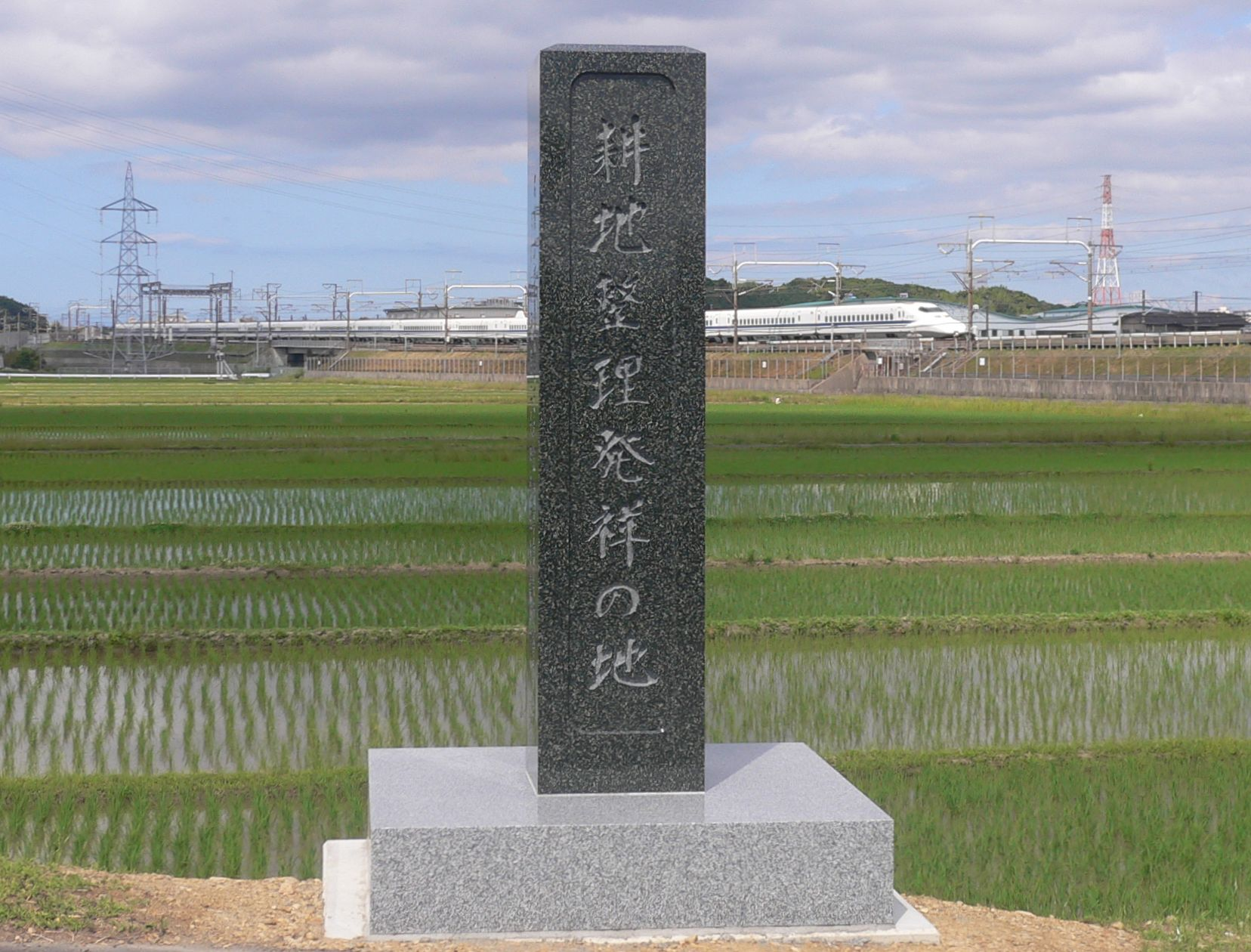
「耕地整理発祥の地」記念碑
静岡県袋井市彦島

- 法多山尊永寺（はったさんそんえいじ：はったさん）
- 医王山油山寺（いおうざんゆさんじ：あぶらやま）
- 萬松山可睡斎（ばんしょうざんかすいさい：かすいさい）

以上は「遠州三山」と呼ばれる。
- 小笠山総合運動公園
  - エコパスタジアム
- 天理教山名大教会
- デンマーク牧場
- 久野城址（松下之綱の城）　遠江久野藩
- 積雲院（源朝長の墓）
- 雲江院
- 耕地整理発祥の地
- 香りの丘 茶ピア
- ふくろい遠州の花火
- 袋井祭り
- 山梨祇園祭り
- 梅田山常林寺（曹洞宗）

## 文化・芸術
袋井丸凧
袋井丸凧は全国的にも珍しい独特の円形が特徴となっている。幕末の絵師・二代目歌川広重の浮世絵「諸国名所百景」にも描かれている。
「冬枯の中に家居や村一つ（ふゆがれの なかにいえいや むらひとつ）」
正岡子規の句正岡子規がまだ高等中学校の学生であった明治22年の12月、この年開通した東海道線で郷里の四国松山へ帰省する途中に袋井を通りかかった。汽車の発車時刻は午後6時7分、すでにあたりはうす暗く、「ふくろい～」「ふくろい～」の駅員の声にさそわれ、袋井駅付近を詠んだ俳句である。昭和32年（1957年）、地元の短歌俳句クラブ「八雲会」によって袋井駅前に此の句碑が建立された。句碑は高さ130センチ程あり、ブロンズ製の碑文で子規のレリーフと題字が付けられている。碑文の字は子規の直筆稿本「寒山落木」第一巻から転書され、「正岡子規先生句碑」という題字は袋井市出身の書家で日本藝術院会員の川村驥山で、更にレリーフは人間国宝（鋳物師）の香取正彦によって手掛けられたものである。
「彦島の仙右衛門（ひこじまのせんえもん）」
池波正太郎の人気小説『鬼平犯科帳』文庫12巻「二人女房」で登場する盗賊の首魁。「彦島一味」の首領。
生国が遠江国山名郡（やまなごおり）彦島村（現：静岡県袋井市彦島）となっている。

## 郷土の偉人
- 名倉太郎馬 1840年 - 1911年 （日本最初の耕地整理を行った）
- 横山久太郎 1856年 - 1922年 （釜石鉱山田中製鉄所の初代所長として日本近代製鉄の礎を築いた）
- 浅羽佐喜太郎 1867年 - 1910年 （当時のフランス領インドシナで、フランスの植民地となっていたベトナム人留学生に多額の資金援助をして、ベトナム独立支援の「東遊運動」に尽力した日本の医師。東浅羽村出身）
- 川村驥山 1882年 - 1969年 （書道界初の日本芸術院賞受賞）
- 鳥居信平 1883年 - 1946年　（台湾製糖の技術者として、台湾の農業基盤の構築に尽力、1936年に日本農学会の農学賞を受賞）
- 小野田一雄 1900年 - 1983年（袋井初のオリンピック水泳選手）
- 足立篤郎 1910年 - 1988年 （衆議院議員当選12回、自由民主党、第43代農林大臣、第28代科学技術庁長官）

## 著名な出身者

### 政治・経済
- 足立直樹（元凸版印刷社長、元日本印刷産業連合会会長、元デジタルコンテンツ協会会長）
- 近藤健次（ビー・エム・エル創業者）
- 大場規之（袋井市長）
- 塩谷一夫（衆議院議員）
- 塩谷立（衆議院議員、元文部科学大臣）
- 柳澤伯夫（衆議院議員当選8回、自由民主党、第7代厚生労働大臣、初代金融担当大臣、第31代国土庁長官、現・城西国際大学学長）

### 芸能
- 池田千尋（映画監督）
- 伊藤昌弘（声優、シンガーソングライター）
- 神谷幸恵（ラジオパーソナリティー、静岡エフエム放送）
- F（タレント、元11HRのメンバー）
- 三遊亭鳳笑（落語家）
- けいち（お笑い芸人、松竹芸能）
- 松原健之（演歌歌手、アップフロントクリエイト）
- 由井香織（タレント、プラチナムプロダクション）

### スポーツ
- 浅井俊光（元プロサッカー選手、サガン鳥栖 - ブラウブリッツ秋田 - 奈良クラブ）
- 浦野博司（プロ野球選手、北海道日本ハムファイターズ）
- 義経（プロレスラー、みちのくプロレス）
- 高橋昌美（女子バレーボール選手、JTマーヴェラス）
- 村主博正（元プロサッカー選手、コンサドーレ札幌 - ヴェルディ川崎 - 大宮アルディージャ - サガン鳥栖 - アビスパ福岡、現・いわきFC監督）
- 久野純弥（元プロサッカー選手、ヴァンフォーレ甲府 - 福島ユナイテッドFC - Honda FC）

### その他
- 伊藤弘美（アナウンサー、テレビ静岡）
- 猪ノ谷言葉（漫画家）

### 参照
1. ↑  “袋井市議会議員名簿|袋井市”. www.city.fukuroi.shizuoka.jp. 2023年9月12日閲覧。
2. ↑  “議員連絡先一覧”. www.pref.shizuoka.jp. 2023年9月11日閲覧。
3. 1 2 3  『平成17年度 袋井市立図書館の概要』袋井市立袋井図書館、2005年